# 木賊葉石松
木賊葉石松（学名：Lycopodium casuarinoides）为石松科石松屬下的一个种，又稱無病草（臺灣話：Bô-pīnn-tsháu）、伸筋草（臺灣話：Tshun-kin-tsháu）、石子藤（臺灣話：Tsio̍h-jí-tîn）。

## 扩展阅读
- 維基物種上的相關：木賊葉石松